# إيفان بيتروفيتش
إيفان بيتروفيتش (بالألمانية: Iván Petrovich) (و. 1894 – 1962 م) هو ممثل، من الإمبراطورية النمساوية المجرية، ولد في نوفي ساد، توفي في ميونخ، عن عمر يناهز 68 عاماً.

## وصلات خارجية
- إيفان بيتروفيتش على موقع IMDb (الإنجليزية)
- إيفان بيتروفيتش على موقع مونزينجر (الألمانية)
- إيفان بيتروفيتش على موقع ألو سيني (الفرنسية)
- إيفان بيتروفيتش على موقع أول موفي (الإنجليزية)
- إيفان بيتروفيتش على موقع قاعدة بيانات الأفلام السويدية (السويدية)
- إيفان بيتروفيتش على موقع قاعدة بيانات الفيلم (الإنجليزية)
- إيفان بيتروفيتش على موقع كينوبويسك (الروسية)